# Euxestus oeneipennis
Euxestus oeneipennis is een keversoort uit de familie dwerghoutkevers (Cerylonidae). De wetenschappelijke naam van de soort werd in 1903 gepubliceerd door Charles Adolphe Albert Fauvel.